# Malik Djoudi
Malik Djoudi, né à Poitiers en 1979, est un auteur-compositeur-interprète français.

## Biographie
Malik Djoudi nait à Poitiers en 1979 d'un père français et d'une mère vietnamo-algérienne. Sa mère, bien que très aimante, n'a alors que 18 ans et le confie à ses grands-parents, à Béziers. Son grand-père algérien a rencontré sa grand-mère vietnamienne durant la guerre d'Indochine à laquelle, militaire, il a participé. Ce grand-père très autoritaire, au départ opposé à l'arrivée de cet enfant dans son foyer, finit par s'y attacher. Malik fait alors de fréquents allers-retours entre Béziers et Poitiers, où habite sa mère.
Cette dernière, étudiante en pharmacie, rencontre alors son beau-père et s'installe avec lui à Lusignan, où Malik les rejoint définitivement. C'est à cette époque que sa mère lui donne le goût de la musique et de la chanson en lui faisant écouter et chanter notamment Carmen et Serge Gainsbourg,,. Mais le véritable déclic, il le fait remonter à ses 10 ans, quand, « tous les lundis », son instituteur de Lusignan fait chanter à ses élèves les classiques de Jacques Brel et de Georges Brassens. Il y a un piano à la maison sur lequel Malik compose ses premières chansons à l'âge de 12 ans.
Adolescent, il fréquente le lycée autogéré de l'Île d'Oléron et obtient un bac littéraire.
En 1997, à 18 ans, il monte à Paris et compose des illustrations sonores pour la télévision et le cinéma, ce qui lui permet d'acheter son premier home studio pour réaliser des arrangements. C'est aussi à Paris qu'il suit des cours de chant de Klaus Blasquiz, l’ancien vocaliste virtuose du groupe Magma. Il entame une carrière de musicien et chanteur, en anglais, au sein de différentes formations musicales comme Alan Cock, Kim Tim et Moon Pallas,  et se produit dans le monde entier dans le cadre de l'opéra-rock Micro du chorégraphe Pierre Rigal et de la pièce musicale Même,,,.
En 2004, à 25 ans, il quitte Paris à la suite d'une rupture amoureuse et revient dans sa région natale, à Poitiers. Il finit par se lasser de son travail collectif et se met à composer seul et à écrire ses propres chansons en français.
En 2015, il se rend au Vietnam pour disperser les cendres de sa grand-mère. C'est à la suite de ce voyage qu'il compose, à Paris, ce qui va devenir Un, son premier album, sorti en 2017,.
Son deuxième album, Tempéraments, sort en 2019. À cette occasion il enregistre le morceau À tes côtés avec Étienne Daho. L'album est nommé aux Victoires de la Musique dans la catégorie Album révélation de l'année. Sur la réédition de cet album figure notamment un duo avec Juliette Armanet sur le titre Folie douce.
Son troisième album, Troie, sort en 2021. Sur cet album, il croise Philippe Katerine (Eric), Lala  &ce (Point sensible), et Isabelle Adjani (Quelques mots),.

## Discographie

### Albums studio
- 2017 - Un
- 2019 - Tempéraments
- 2021 - Troie
- 2024 - Vivant